# Saison 1966 de la NFL
Navigation
Édition précédente Édition suivante
La saison 1966 de la NFL est la 47e saison de la National Football League. Elle voit le sacre des Packers de Green Bay.

## Classement général
| Conférence Est           |      |      |      |        |          |            |
| Franchise                | Vic. | Déf. | Nuls | % vic. | Pts pour | Pts contre |
| Cowboys de Dallas        | 10   | 3    | 1    | .769   | 445      | 239        |
| Browns de Cleveland      | 9    | 5    | 0    | .643   | 403      | 259        |
| Eagles de Philadelphie   | 9    | 5    | 0    | .643   | 326      | 340        |
| Cardinals de Saint-Louis | 8    | 5    | 1    | .615   | 264      | 265        |
| Redskins de Washington   | 7    | 7    | 0    | .500   | 351      | 355        |
| Steelers de Pittsburgh   | 5    | 8    | 1    | .385   | 316      | 347        |
| Falcons d'Atlanta        | 3    | 11   | 0    | .214   | 204      | 437        |
| Giants de New York       | 1    | 12   | 1    | .077   | 263      | 501        |

| Conférence Ouest       |      |      |      |        |          |            |
| Franchise              | Vic. | Déf. | Nuls | % vic. | Pts pour | Pts contre |
| Packers de Green Bay   | 12   | 2    | 0    | .857   | 335      | 163        |
| Colts de Baltimore     | 9    | 5    | 0    | .643   | 314      | 226        |
| Rams de Los Angeles    | 8    | 6    | 0    | .571   | 289      | 212        |
| 49ers de San Francisco | 6    | 6    | 2    | .500   | 320      | 325        |
| Bears de Chicago       | 5    | 7    | 2    | .417   | 234      | 272        |
| Lions de Détroit       | 4    | 9    | 1    | .308   | 206      | 317        |
| Vikings du Minnesota   | 4    | 9    | 1    | .308   | 292      | 304        |

## Finale NFL
- 1er janvier 1967, à Dallas devant 74 152 spectateurs, Packers de Green Bay 34 - Cowboys de Dallas 27